# Girolamo Riario

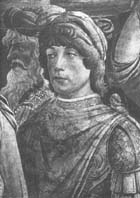
Girolamo Riario

Girolamo Riario (1443 - 14 de Abril, 1488) foi Senhor de Imola e Forlì no século XV.

## Biografia
Filho de Paolo Riario e Bianca della Rovere, e sobrinho do Papa Sisto IV, nasceu em Savona. Do pontífice recebeu como dote de seu casamento, que se realizaria em 1477 com Catarina Sforza, a Senhoria de Imola. Já o controle de Forli, lhe foi dado após expulsar a família Ordelaffi daquele ducado (1477).
Conspirador, sempre instigado pela esposa, participou da tentativa de assassinato de Lourenço de Médici, que resultou na morte de Juliano de Médici, irmão do mecenas de Florença, durante a Conspiração dos Pazzi (1478).
Em 1484, com a morte do Papa Sisto IV, ele, na condição de capitão-geral da Igreja, tomou de assalto o Castelo de Santo Ângelo, numa manobra conjunta com a esposa Catarina a fim de forçar o Colégio dos Cardeais a eleger um Papa entre os membros da família Sforza de Milão.
Em 14 de abril de 1488, Girolamo acabou vítima, a golpes de espada, de uma conspiração liderada por dois irmãos da família Orsi de Forli – Checco e Ludovico Orsi.
A esposa Catarina assumiu a regência do ducado em nome de Ottaviano Riario, primogênito do casal.